# Kyajo Ri
Der Kyajo Ri (auch Kyozo Ri) ist ein Berg im westlichen Mahalangur Himal in der Region Khumbu im Nordosten Nepals.
Der 6186 m hohe Berg bildet die höchste Erhebung einer Bergkette, die zwischen den Flusstälern von Bhotekoshi im Westen und Dudhkoshi im Osten verläuft. Der Kyajo Ri befindet sich am oberen Ende eines kleinen Seitentals, das sich bis zum 4,4 km östlich gelegenen Dorf Machermo erstreckt. 2,43 km nordnordöstlich erhebt sich der etwas niedrigere Berg Pharilapcha (6017 m).
Seit 2002 zählt der Kyajo Ri zu den Trekking-Gipfeln der Kategorie „A“. Der Gipfel wurde im Jahr 2002 von Duncan Wilson und Vincent Marche erstbestiegen. Die Aufstiegsroute führte über den Südwestsattel.